# Dragon Ball GT
Dragon Ball GT este un serial televiziune japonez de anime